# Antoine Michel Padeloup
Antoine Michel Padeloup (?,22 de dezembro de 1685 - ?, 7 de setembro de 1759 · ) é um encadernador da corte francesa e um encadernador real português.

## Biografia
Padeloup é um dos primeiros encadernadores a usar etiquetas impressas para assinar suas obras, como evidenciam alguns dos volumes que produziu em 1731 para o livro sobre a coroação de Luís XV. As suas obras, muitas das quais conhecidas, distinguem-se pelo grande profissionalismo e elevado nível artístico.

## Galeria

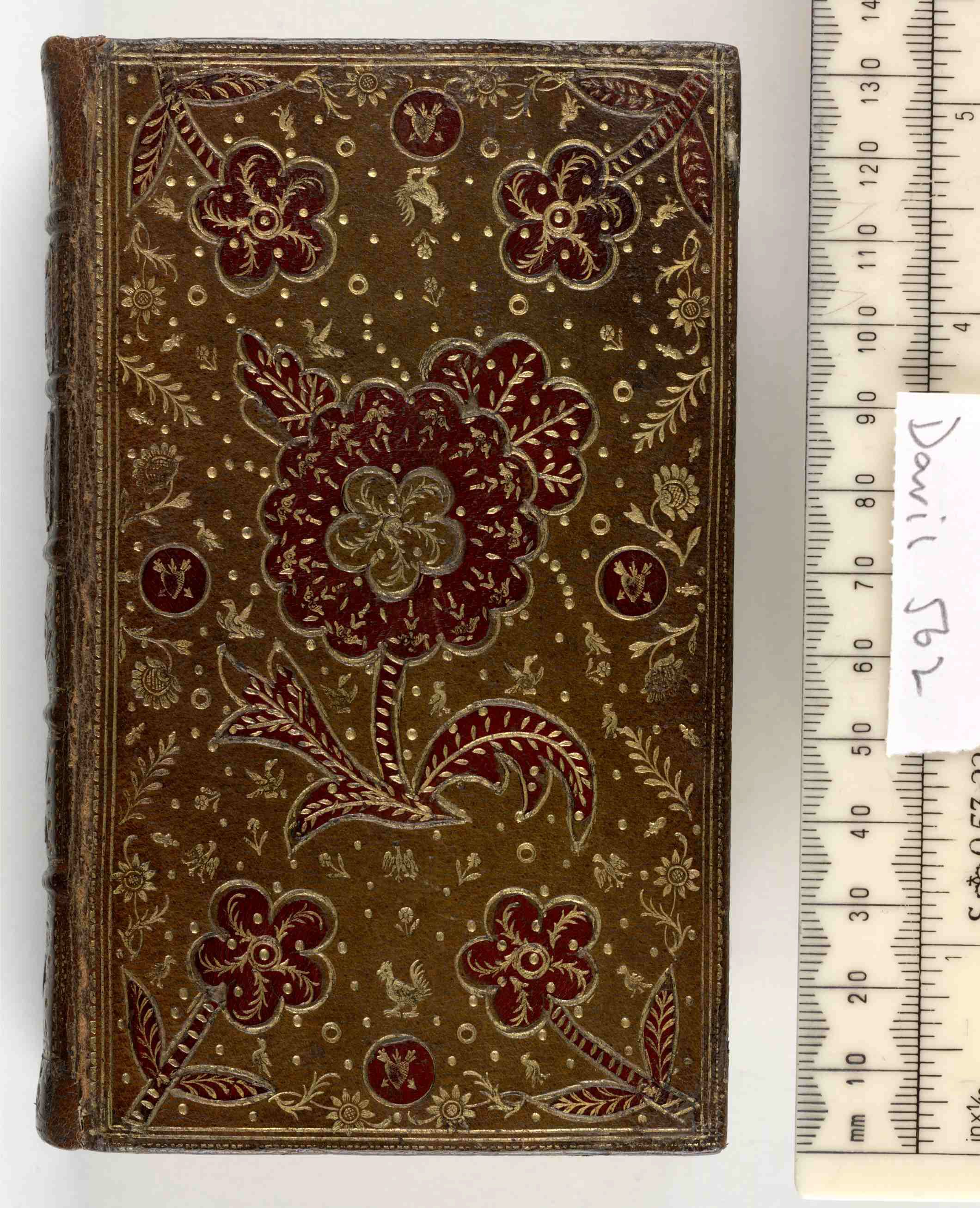
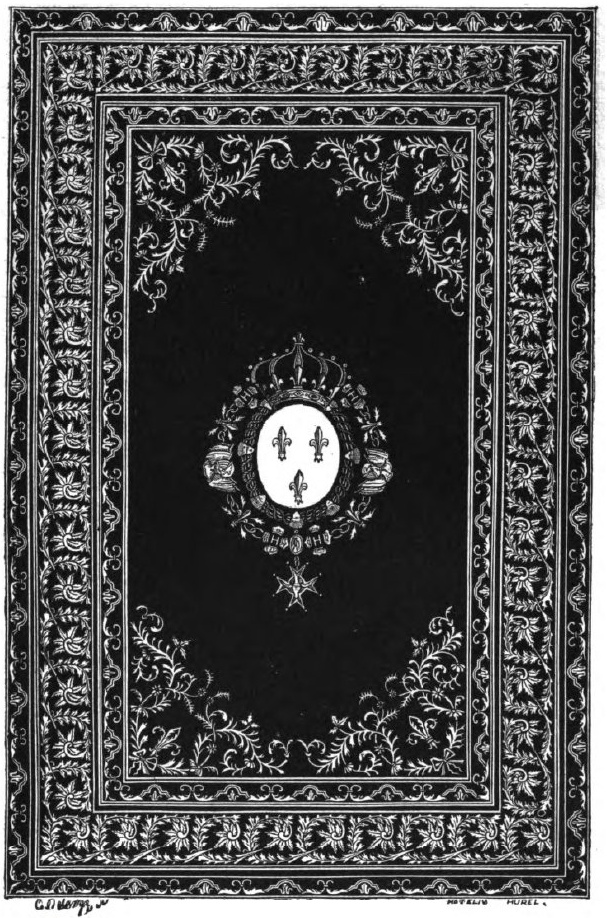
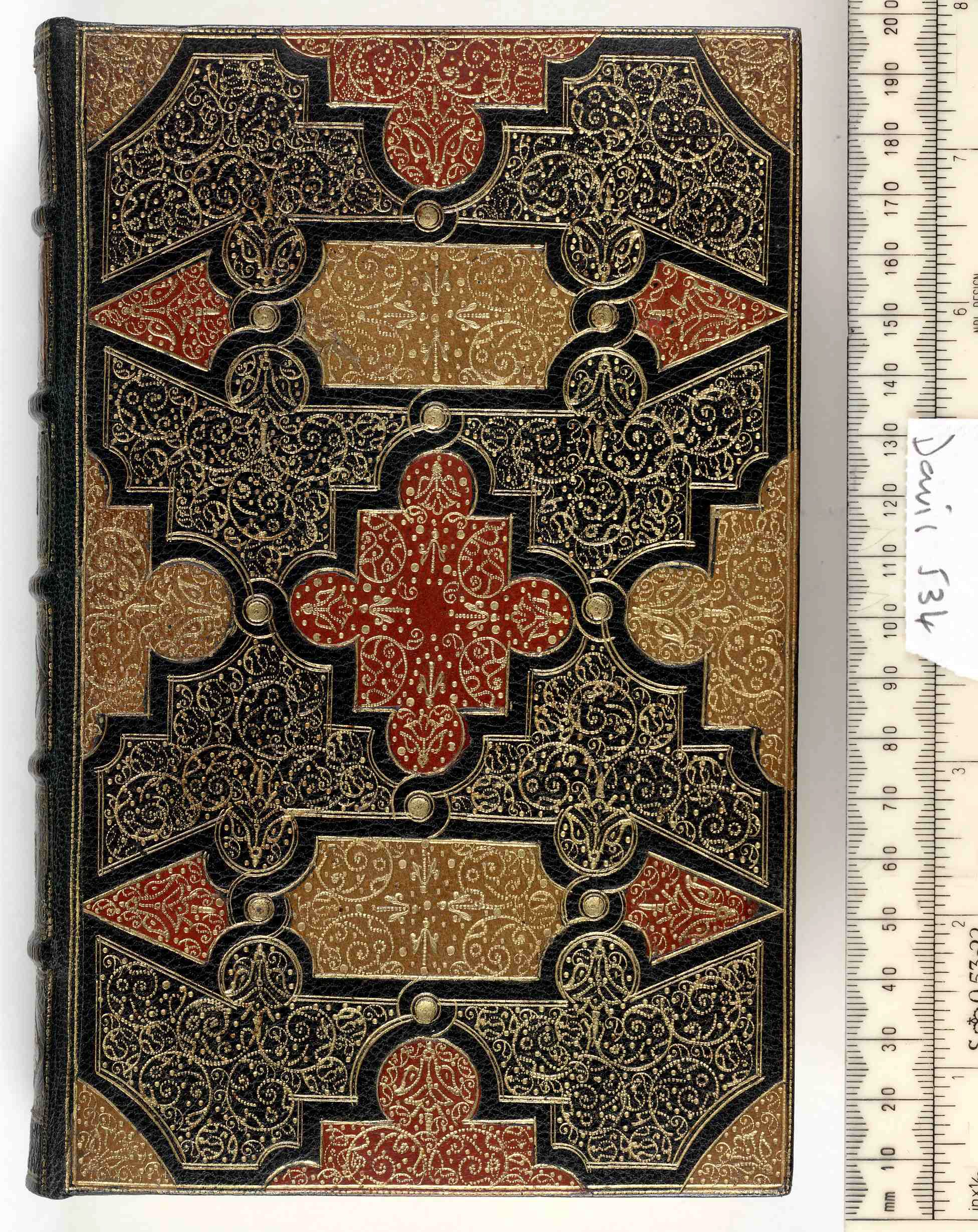
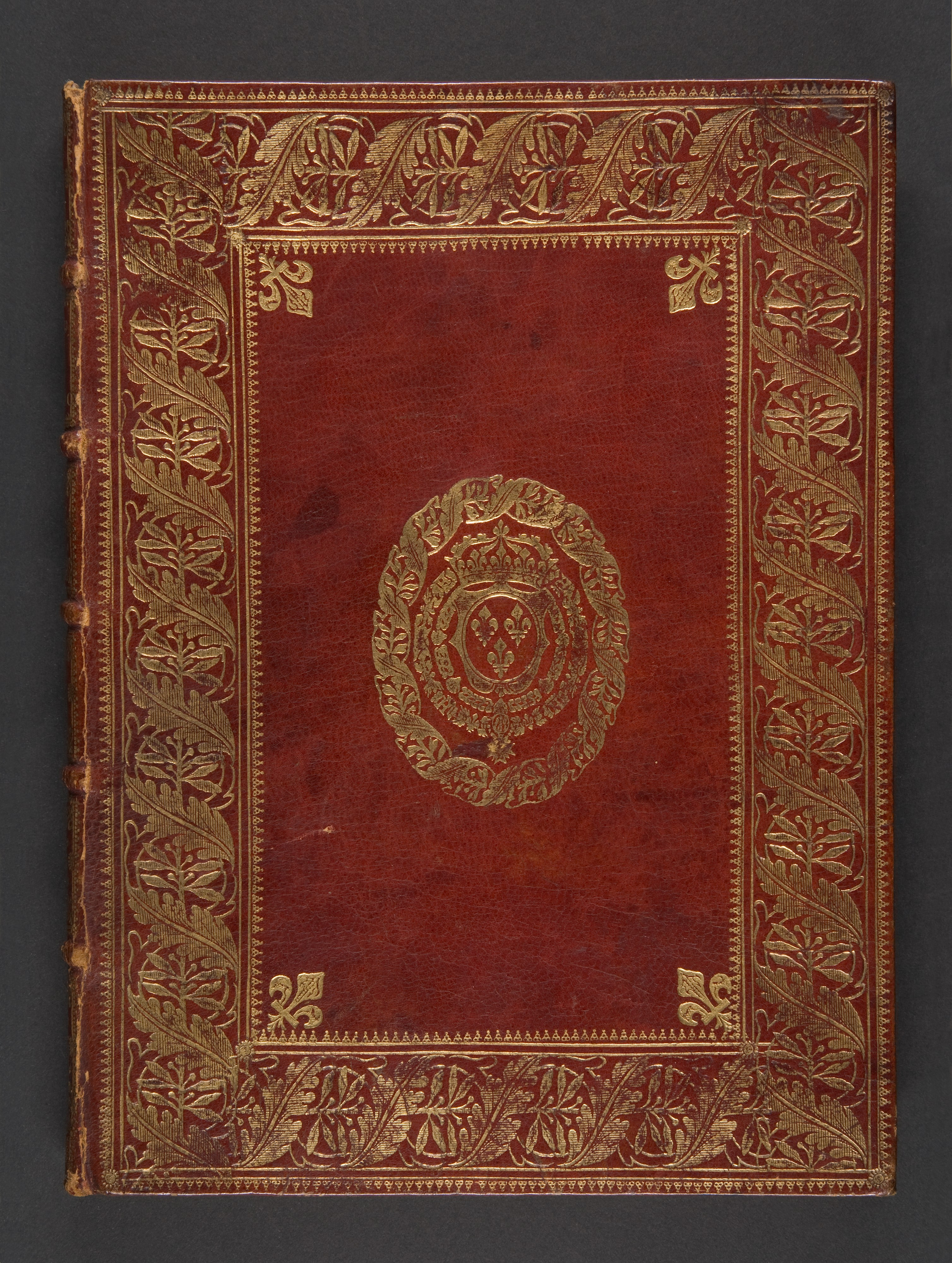